# Emmanuelle Haïm
Emmanuelle Haïm – francuska klawesynistka i dyrygent specjalizująca się w wykonaniach muzyki dawnej, urodzona 11 maja 1962 roku w Paryżu. Założycielka zespołu Le Concert d’Astrée.
Jej ojciec był biznesmenem, matka – lekarką. Ma dwie siostry i brata. Została wychowana w wierze katolickiej, mimo że jej ojciec był Żydem.
Studiowała pianistykę, grę na organach oraz klawesynie. Ukończyła z pierwszą lokatą Conservatoire National Supérieur de Musique et de Danse. Została zaproszona przez Williama Christiego do współpracy z jego zespołem Les Arts Florissants. Z rekomendacji Christiego współpracowała również z Simonem Rattlem.
W 2001 prowadziła operę Rodelinda Händla na Glyndebourne Touring Opera. W późniejszym latach stała się częstym gościem tego festiwalu – w 2003 wystąpiła z oratorium Theodora, a w 2008 z L’Incoronazione di Poppea Claudia Monteverdiego.
Została pierwszą kobietą, która dyrygowała w Lyric Opera of Chicago. Miało to miejsce 2 listopada 2007, a wystawiona została opera Haendla – Giulio Cesare.
W 2000 założyła Le Concert d’Astrée. Zespół szybko został doceniony za wykonania muzyki barokowej. Od 2004 rezyduje w teatrze operowym w Lille.
Emmanuelle Haïm współpracowała również z takimi artystami, jak: Robert Carsen, Jean-François Sivadier, Jean-Louis Martinoty, Robert Wilson, David McVicar, Giorgio Barberio Corsetti czy Sandrine Anglade.
Została odznaczona Orderem Sztuki i Literatury (Ordre des Arts et des Lettres) III klasy i Legią Honorową V klasy. Jest członkiem honorowym Royal Academy of Music.
18 kwietnia 2011 wystąpiła razem z zespołem po raz pierwszy w Polsce. Miało to miejsce podczas festiwalu Misteria Paschalia. W Filharmonii Krakowskiej zaprezentowała motety Jeana-Philippe'a Rameau i Jeana-Josepha de Mondonville'a.